# 11e arrondissement de Hô Chi Minh-Ville
Pour les articles homonymes, voir  11e arrondissement.
Le 11e arrondissement (vietnamien : Quận 11) est un arrondissement urbain situé à l'est de Hô Chi Minh-Ville au Viêt Nam.

## Présentation
Le 11e arrondissement est le quartier du centre-ville de Hô Chi Minh-Ville. Il comprend, entre-autres, le parc d'attractions Đầm Sen (vi), la pagode Giác Viên (vi) et la pagode Phụng Sơn (vi).
Le 11e arrondissement se divise en 15 quartiers (phường).
Il est limité au nord par le district de Tan Binh, au sud par le 5e arrondissement, au nord-ouest par le district de Tân Phú, à l'ouest et au sud-ouest par le 6e arrondissement et à l'est par le 10e arrondissement.

## Galerie

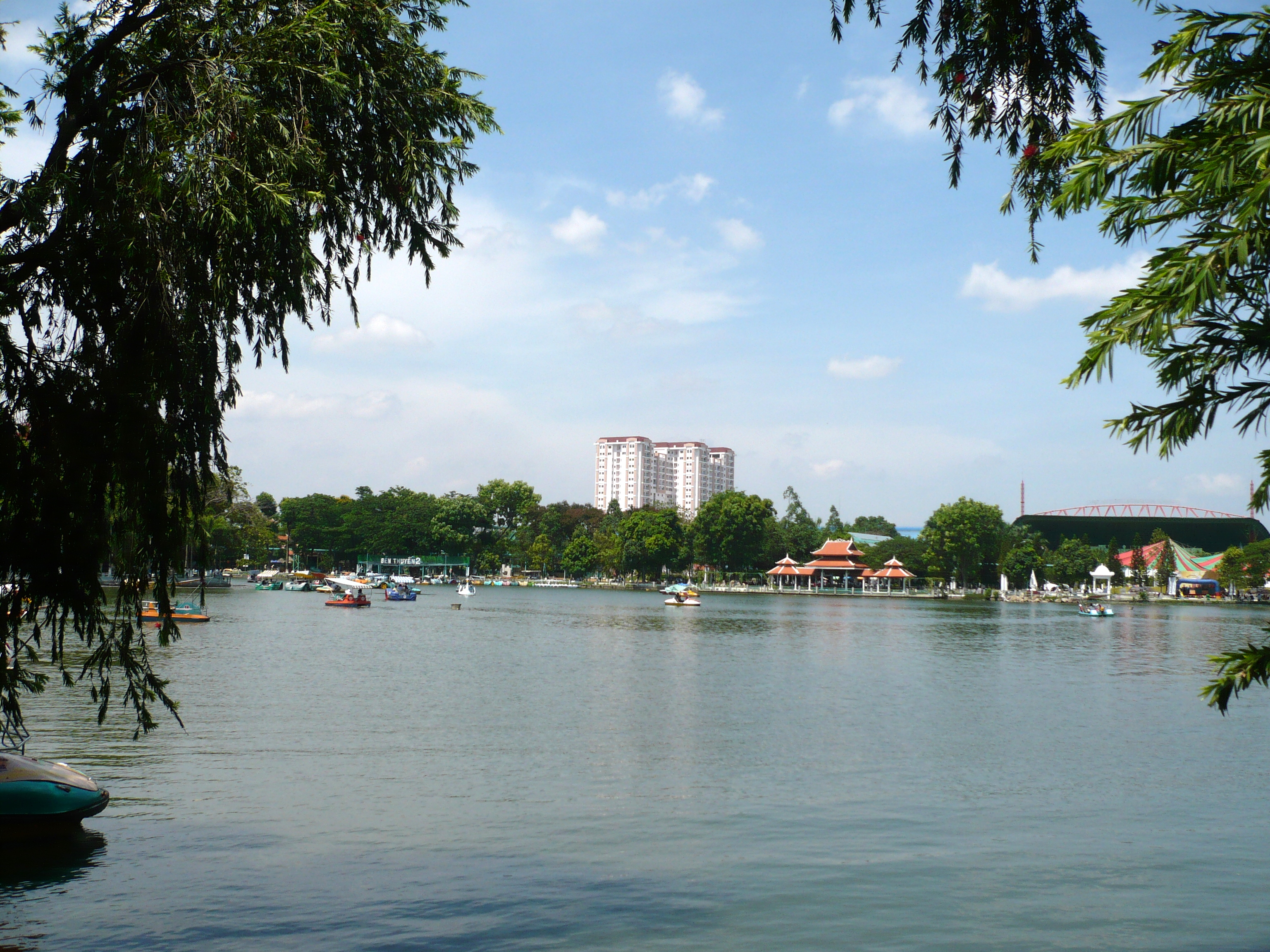
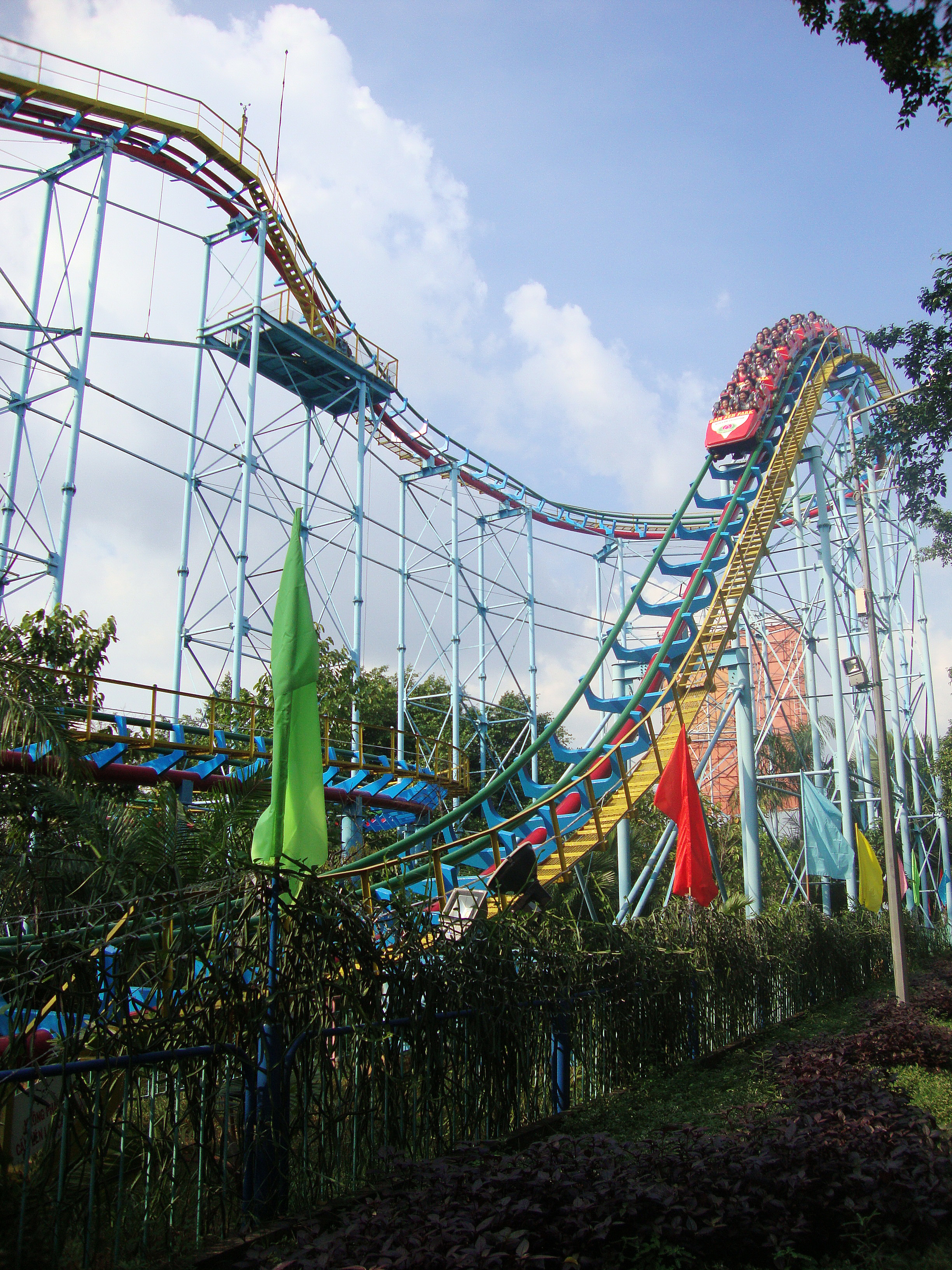